# Hamri
Hamri (în arabă الحمري) este o comună din provincia Relizane, Algeria.
Populația comunei este de 10.173 de locuitori (2008).